# Llista de medallistes olímpics d'handbol

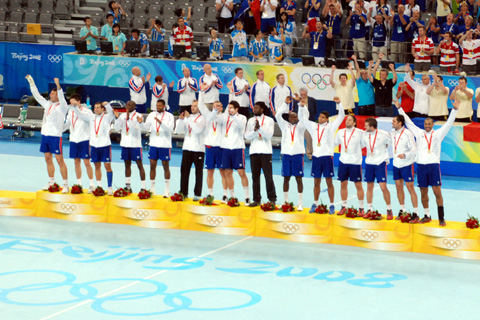
Els campions olímpics masculins de 2008: França

Aquesta és una llista dels medallistes olímpics d'handbol:

## Medallistes

### Categoria masculina
| Edició                   | Or | Argent | Bronze |
| 1936 Berlín detalls      | AlemanyaWilly Bandholz · Wilhelm Baumann · Helmut Berthold · Helmut Braselmann · Wilhelm Brinkmann · Georg Dascher · Kurt Dossin · Fritz Fromm · Hermann Hansen · Erich Herrmann · Heinrich Keimig · Hans Keiter · Alfred Klingler · Arthur Knautz · Heinz Körvers · Karl Kreutzberg · Wilhelm Müller · Günther Ortmann · Edgar Reinhardt · Fritz Spengler · Rudolf Stahl · Hans Theilig | ÀustriaFranz Bartl · Franz Berghammer · Franz Bistricky · Franz Brunner · Johann Houschka · Emil Juracka · Ferdinand Kiefler · Josef Krejci · Otto Licha · Friedrich Maurer · Anton Perwein · Siegfried Powolny · Siegfried Purner · Walter Reisp · Alfred Schmalzer · Alois Schnabel · Ludwig Schuberth · Johann Tauscher · Jaroslav Volak · Leopold Wohlrab · Friedrich Wurmböck · Johann Zehetner | SuïssaMax Blösch · Rolf Fäs · Burkhard Gantenbein · Willy Gysi · Erland Herkenrath · Ernst Hufschmid · Willy Hufschmid · Werner Meyer · Georg Mischon · Willy Schäfer · Werner Scheurmann · Edy Schmid · Erich Schmitt · Eugen Seiterle · Max Streib · Robert Studer · Rudolf Wirz                                  |
| 1948-1968                | No fou inclòs en el programa olímpic | No fou inclòs en el programa olímpic | No fou inclòs en el programa olímpic |
| 1972 Múnic detalls       | IugoslàviaAbaz Arslanagić · Petar Fajfrić · Hrvoje Horvat · Milorad Karalić · Đorđe Lavrnić · Milan Lazarević · Zdravko Miljak · Slobodan Mišković · Branislav Pokrajac · Nebojša Popović · Miroslav Pribanić · Albin Vidović · Zoran Živković · Zdenko Zorko | TxecoslovàquiaLadislav Beneš · František Brůna · Vladimír Haber · Vladimír Jarý · Jiří Kavan · Arnošt Klimčík · Jaroslav Konečný · František Králík · Jindřich Krepindl · Vincent Lafko · Andrej Lukošík · Pavel Mikeš · Petr Pospíšil · Ivan Satrapa · Zdeněk Škára · Jaroslav Škarvan | Romania Ştefan Birtalan · Adrian Cosma · Marin Dan · Alexandru Dincă · Cristian Gaţu · Gheorghe Gruia · Roland Gunesch · Gabriel Kicsid · Ghiţă Licu · Cornel Penu · Valentin Samungi · Simion Schöbel · Werner Stöckl · Constantin Tudosie · Radu Voina                                                            |
| 1976 Mont-real detalls   | Unió SovièticaAleksandr Anpilogov · Yevgeny Chernyshov · Anatoli Fedyukin · Valeri Gassy · Vasily Ilyin · Mykhaylo Ishchenko · Yuri Kidyaev · Yury Klimov · Vladimir Kravtsov · Serhiy Kushniryuk · Yuriy Lahutyn · Vladimir Maksimov · Oleksandr Rezanov · Mykola Tomyn | Romania Ştefan Birtalan · Adrian Cosma · Cezar Drăgăniṭă · Alexandru Fölker · Cristian Gaţu · Mircea Grabovschi · Roland Gunesch · Gabriel Kicsid · Ghiţă Licu · Nicolae Munteanu · Cornel Penu · Werner Stöckl · Constantin Tudosie · Radu Voina | Polònia Zdzisław Antczak · Janusz Brzozowski · Piotr Cieśla · Jan Gmyrek · Alfred Kałuziński · Jerzy Klempel · Zygfryd Kuchta · Jerzy Melcer · Ryszard Przybysz · Henryk Rozmiarek · Andrzej Sokołowski · Andrzej Szymczak · Mieczysław Wojczak · Włodzimierz Zieliński                                             |
| 1980 Moscou detalls      | RDAHans-Georg Beyer · Lothar Doering · Günter Dreibrodt · Ernst Gerlach · Klaus Gruner · Rainer Höft · Hans-Georg Jaunich · Hartmut Krüger · Peter Rost · Dietmar Schmidt · Wieland Schmidt · Siegfried Voigt · Frank-Michael Wahl · Ingolf Wiegert | Unió SovièticaAleksandr Anpilogov · Vladímir Belov · Yevgeny Chernyshov · Anatoli Fedyukin · Mykhaylo Ishchenko · Aleksandr Karshakevich · Yuri Kidyaev · Vladimir Kravtsov · Serhiy Kushniryuk · Viktor Makhorin · Voldemaras Novickis · Vladimir Repev · Mykola Tomyn · Aleksey Zhuk | Romania Ştefan Birtalan · Iosif Boroş · Adrian Cosma · Cezar Drăgăniṭă · Marian Dumitru · Cornel Durău · Alexandru Fölker · Claudiu Ionescu · Nicolae Munteanu · Vasile Stîngă · Lucian Vasilache · Neculai Vasilcă · Radu Voina · Maricel Voinea                                                                   |
| 1984 Los Angeles detalls | IugoslàviaZlatan Arnautović · Mirko Bašić · Jovica Elezović · Mile Isaković · Pavle Jurina · Milan Kalina · Slobodan Kuzmanovski · Dragan Mladenović · Zdravko Rađenović · Momir Rnić · Branko Štrbac · Veselin Vujović · Veselin Vuković · Zdravko Zovko | RFAJochen Fraatz · Thomas Happe · Arnulf Meffle · Rüdiger Neitzel · Michael Paul · Dirk Rauin · Siegfried Roch · Michael Roth · Ulrich Roth · Martin Schwalb · Uwe Schwenker · Thomas Springel · Andreas Thiel · Klaus Wöller · Erhard Wunderlich | Romania Mircea Bedivan · Dumitru Berbece · Iosif Boroş · Alexandru Buligan · Gheorghe Covaciu · Gheorghe Dogărescu · Marian Dumitru · Cornel Durău · Alexandru Fölker · Nicolae Munteanu · Vasile Oprea · Adrian Simion · Vasile Stîngă · Neculai Vasilcă · Maricel Voinea                                          |
| 1988 Seül detalls        | Unió SovièticaVyacheslav Atavin · Igor Chumak · Valery Gopin · Aleksandr Karshakevich · Andrei Lavrov · Yuri Nesterov · Voldemaras Novickis · Aleksandr Rymanov · Konstantin Sharovarov · Yuri Shevtsov · Georgi Sviridenko · Aleksandr Tutxkin · Andrei Tyumentsev · Mikhail Vasilev | Corea del SudChoi Suk-Jae · Kang Jae-Won · Kim Jae-Hwan · Koh Suk-Chang · Lee Sang-Hyo · Lim Jin-Suk · Noh Hyun-Suk · Oh Young-Ki · Park Do-Hun · Park Young-Dae · Shim Jae-Hong · Shin Young-Suk · Yoon Tae-Il | IugoslàviaMirko Bašić · Jožef Holpert · Boris Jarak · Slobodan Kuzmanovski · Muhamed Memić · Alvaro Načinović · Goran Perkovac · Zlatko Portner · Iztok Puc · Rolando Pušnik · Momir Rnić · Zlatko Saračević · Irfan Smajlagić · Ermin Velić · Veselin Vujović                                                      |
| 1992 Barcelona detalls   | Equip UnificatAndrei Barbashinsky Serhiy Bebeshko Igor Chumak Talant Duyshebaev Yuriy Gavrilov Valery Gopin Oleg Grebnev Oleg Kiselyov Vassili Kudínov Andrei Lavrov Igor Vasilev Mikhail Yakimovich | SuèciaMagnus Andersson · Robert Andersson · Anders Bäckegren · Per Carlén · Magnus Cato · Erik Hajas · Robert Hedin · Patrik Liljestrand · Ola Lindgren · Mats Olsson · Staffan Olsson · Axel Sjöblad · Tommy Souraniemi · Tomas Svensson · Pierre Thorsson · Magnus Wislander | FrançaPhilippe Debureau · Philippe Gardent · Denis Lathoud · Pascal Mahé · Philippe Médard · Gaël Monthurel · Laurent Munier · Frédéric Perez · Alain Portes · Thierry Perreux · Éric Quintin · Jackson Richardson · Stéphane Stoecklin · Jean-Luc Thiébaut · Denis Tristant · Frédéric Volle                       |
| 1996 Atlanta detalls     | CroàciaPatrik Čavar · Valner Franković · Slavko Goluža · Bruno Gudelj · Vladimir Jelčić · Božidar Jović · Nenad Kljaić · Venio Losert · Valter Matošević · Zoran Mikulić · Alvaro Načinović · Goran Perkovac · Iztok Puc · Zlatko Saračević · Irfan Smajlagić · Vladimir Šuster | SuèciaMagnus Andersson · Robert Andersson · Per Carlén · Martin Frändesjö · Erik Hajas · Robert Hedin · Andreas Larsson · Ola Lindgren · Stefan Lövgren · Mats Olsson · Staffan Olsson · Johan Petersson · Tomas Svensson · Tomas Sivertsson · Pierre Thorsson · Magnus Wislander | EspanyaTalant Duyshebaev · Salvador Esquer · Aitor Etxaburu · Jesús Fernández · Jaume Fort · Mateo Garralda · Raúl González · Rafael Guijosa · Fernando Hernández · José Javier Hombrados · Demetrio Lozano · Jordi Nuñez · Jesús Olalla · Juan Pérez · Iñaki Urdangarín · Alberto Urdiales                         |
| 2000 Sydney detalls      | RússiaDmitri Filípov · Vyacheslav Gorpishin · Oleg Khodkov · Eduard Koksharov · Denis Krivoshlykov · Vassili Kudínov · Stanislav Kulinchenko · Dmitri Kuzelev · Andrei Lavrov · Igor Lavrov · Sergey Pogorelov · Pavel Sukosyan · Dmitri Torgovanov · Aleksandr Tutxkin · Lev Voronin | SuèciaMagnus Andersson · Martin Boquist · Martin Frändesjö · Mathias Franzén · Peter Gentzel · Andreas Larsson · Ola Lindgren · Stefan Lövgren · Staffan Olsson · Johan Petersson · Tomas Svensson · Tomas Sivertsson · Pierre Thorsson · Ljubomir Vranjes · Magnus Wislander | EspanyaDavid Barrufet · Talant Duyshebaev · Mateo Garralda · Rafael Guijosa · Demetrio Lozano · Enric Masip · Jordi Nuñez · Jesús Olalla · Juan Pérez · Xavier O'Callaghan · Antonio Carlos Ortega · Antonio Ugalde · Iñaki Urdangarín · Alberto Urdiales · Andrí Xepkin                                            |
| 2004 Atenes detalls      | CroàciaIvano Balić · Davor Dominiković · Mirza Džomba · Slavko Goluža · Nikša Kaleb · Blaženko Lacković · Venio Losert · Valter Matošević · Petar Metličić · Vlado Šola · Denis Špoljarić · Goran Šprem · Igor Vori · Vedran Zrnić | AlemanyaMarkus Baur · Frank von Behren · Mark Dragunski · Henning Fritz · Pascal Hens · Jan Olaf Immel · Torsten Jansen · Florian Kehrmann · Stefan Kretzschmar · Klaus-Dieter Petersen · Christian Ramota · Christian Schwarzer · Daniel Stephan · Christian Zeitz · Volker Zerbe | RússiaMikhail Chipurin · Aleksandr Gorbatikov · Vyacheslav Gorpishin · Vitali Ivanov · Eduard Koksharov · Alexey Kostygov · Denis Krivoshlykov · Vassili Kudínov · Oleg Kuleshov · Andrei Lavrov · Sergey Pogorelov · Alexey Rastvortsev · Dmitri Torgovanov · Aleksandr Tutxkin                                    |
| 2008 Pequín detalls      | FrançaLuc Abalo · Joël Abati · Cédric Burdet · Didier Dinart · Jérôme Fernandez · Bertrand Gille · Guillaume Gille · Olivier Girault · Michaël Guigou · Nikola Karabatić · Daouda Karaboué · Christophe Kempe · Daniel Narcisse · Thierry Omeyer · Cédric Paty | IslàndiaSturla Ásgeirsson · Arnór Atlason · Logi Geirsson · Snorri Guðjónsson · Hreiðar Guðmundsson · Róbert Gunnarsson · Björgvin Páll Gústavsson · Ásgeir Örn Hallgrímsson · Ingimundur Ingimundarson · Sverre Andreas Jakobsson · Alexander Petersson · Guðjón Valur Sigurðsson · Sigfús Sigurðsson · Ólafur Stefánsson                                                                           | EspanyaDavid Barrufet · Jon Belaustegui · David Davis · Alberto Entrerríos · Raúl Entrerríos · Rubén Garabaya · Juanín García · José Javier Hombrados · Demetrio Lozano · Cristian Malmagro · Carlos Prieto · Albert Rocas · Iker Romero · Víctor Tomás                                                             |
| 2012 Londres detalls     | FrançaJérôme Fernandez · Didier Dinart · Xavier Barachet · Guillaume Gille · Bertrand Gille · Daniel Narcisse · Guillaume Joli · Samuel Honrubia · Daouda Karaboué · Nikola Karabatić · Thierry Omeyer · William Accambray · Luc Abalo · Cédric Sorhaindo · Michaël Guigou | SuèciaMattias Andersson · Mattias Gustafsson · Kim Andersson · Jonas Källman · Magnus Jernemyr · Niclas Ekberg · Dalibor Doder · Jonas Larholm · Tobias Karlsson · Johan Jakobsson · Johan Sjöstrand · Fredrik Petersen · Kim Ekdahl du Rietz · Mattias Zachrisson · Andreas Nilsson | CroàciaVenio Losert · Ivano Balić · Domagoj Duvnjak · Blaženko Lacković · Marko Kopljar · Igor Vori · Jakov Gojun · Zlatko Horvat · Drago Vuković · Damir Bičanić · Denis Buntić · Mirko Alilović · Manuel Štrlek · Ivan Čupić · Ivan Ninčević                                                                      |
| 2016 Rio detalls         | DinamarcaNiklas Landin Jacobsen · Mads Christiansen · Mads Mensah Larsen · Casper Ulrich Mortensen · Jesper Noddesbo · Jannick Green · Lasse Svan Hansen · Rene Toft Hansen · Henrik Mollgaard · Kasper Sondergaard · Henrik Toft Hansen · Mikkel Hansen · Morten Olsen · Michael Damgaard                                                                                               | FrançaOlivier Nyokas · Daniel Narcisse · Vincent Gérard · Nikola Karabatic · Kentin Mahé · Mathieu Grébille · Thierry Omeyer · Timothey N'Guessan · Luc Abalo · Cédric Sorhaindo · Michael Guigou · Luka Karabatic · Ludovic Fabregas · Adrien Dipanda · Valentin Porte | AlemanyaUwe Gensheimer · Finn Lemke · Patrick Wiencek · Tobias Reichmann · Fabian Wiede · Silvio Heinevetter · Hendrik Pekeler · Steffen Weinhold · Martin Strobel · Patrick Groetzki · Kai Häfner · Andreas Wolff · Julius Kühn · Christian Dissinger · Paul Drux                                                  |
| 2020 Tòquio detalls      | FrançaLuc Abalo · Hugo Descat · Ludovic Fabregas · Yann Genty · Vincent Gérard · Michaël Guigou · Luka Karabatic · Nikola Karabatić · Romain Lagarde · Kentin Mahé · Dika Mem · Timothey N'Guessan · Valentin Porte · Nedim Remili · Melvyn Richardson · Nicolas Tournat | DinamarcaLasse Andersson · Mathias Gidsel · Jóhan Hansen · Mikkel Hansen · Jacob Holm · Emil Jakobsen · Niklas Landin Jacobsen · Magnus Landin Jacobsen · Mads Mensah Larsen · Kevin Møller · Henrik Møllgaard · Morten Olsen · Magnus Saugstrup · Lasse Svan · Henrik Toft Hansen | EspanyaJulen Aguinagalde · Rodrigo Corrales · Alex Dujshebaev · Raúl Entrerríos · Ángel Fernández · Adrià Figueras · Antonio García Robledo · Aleix Gómez · Gedeón Guardiola · Eduardo Gurbindo · Jorge Maqueda · Viran Morros · Gonzalo Pérez de Vargas · Miguel Sánchez-Migallón · Daniel Sarmiento · Ferran Solé |
| 2024 París detalls       | DinamarcaNiklas Landin Jacobsen · Niclas Kirkeløkke · Magnus Landin Jacobsen · Emil Jakobsen · Rasmus Lauge · Emil Nielsen · Magnus Saugstrup · Hans Lindberg · Mathias Gidsel · Henrik Møllgaard · Mikkel Hansen · Lukas Jørgensen · Lasse Andersson · Simon Hald · Thomas Sommer Arnoldsen · Simon Pytlick                                                                             | AlemanyaDavid Späth · Johannes Golla · Luca Witzke · Sebastian Heymann · Justus Fischer · Juri Knorr · Julian Köster · Renārs Uščins · Kai Häfner · Tim Hornke · Andreas Wolff · Rune Dahmke · Lukas Mertens · Christoph Steinert · Marko Grgić · Jannik Kohlbacher | EspanyaGonzalo Pérez de Vargas · Jorge Maqueda · Alex Dujshebaev · Rodrigo Corrales · Adrià Figueras · Imanol Garciandia · Abel Serdio · Agustín Casado · Aleix Gómez · Ian Tarrafeta · Miguel Sánchez-Migallón · Daniel Dujshebaev · Kauldi Odriozola · Daniel Fernández · Javier Rodríguez Moreno                 |

### Categoria femenina
| Edició                   | Or | Argent | Bronze |
| 1976 Mont-real detalls   | Unió Soviètica Liubov Odinókova · Lyudmyla Bobrus · Aldona Česaitytė · Tetyana Hlushchenko · Larissa Kàrlova · Mariya Litoshenko · Nina Lobova · Tetyana Kocherhina · Lyudmyla Panchuk · Rafiga Shabanova · Nataliya Tymoshkina · Lyudmila Shubina · Zinaïda Turtxinà · Halyna Zakharova                                     | RDA Gabriele Badorek · Hannelore Burosch · Roswitha Krause · Waltraud Kretzschmar · Evelyn Matz · Liane Michaelis · Eva Paskuy · Kristina Richter · Christina Rost · Silvia Siefert · Marion Tietz · Petra Uhlig · Christina Voß · Hannelore Zober                                                  | Hongria Éva Angyal · Mária Berzsenyi · Ágota Bujdosó · Klára Csíkné · Zsuzsanna Kéziné · Katalin Lakiné · Rozália Lelkesné · Márta Megyeriné · Ilona Nagy · Marianna Nagy · Erzsébet Németh · Amália Sterbinszky · Borbála Tóth Harsányi · Mária Vadászné                                                  |
| 1980 Moscou detalls      | Unió SovièticaLarissa Kàrlova · Tetyana Kocherhina · Valentyna Lutayeva · Aldona Nenėnienė · Liubov Odinókova · Iryna Palchykova · Lyudmila Poradnyk · Yuliya Safina · Larisa Savkina · Sigita Strečen · Nataliya Tymoshkina · Zinaïda Turtxinà · Olha Zubaryeva                                                             | IugoslàviaSvetlana Anastasovska · Mirjana Đurica · Radmila Drljača · Katica Ileš · Slavica Jeremić · Svetlana Kitić · Jasna Merdan · Vesna Milosević · Mirjana Ognjenović · Vesna Radović · Radmila Savić · Ana Titlić · Biserka Višnjić · Zorica Vojinović                                         | RDABirgit Heinecke · Roswitha Krause · Waltraud Kretzschmar · Katrin Krüger · Kornelia Kunisch · Evelyn Matz · Kristina Richter · Christina Rost · Sabine Röther · Renate Rudolph · Marion Tietz · Petra Uhlig · Claudia Wunderlich · Hannelore Zober                                                      |
| 1984 Los Angeles detalls | IugoslàviaSvetlana Anastasovska · Alenka Cuderman · Svetlana Dašić-Kitić · Slavica Đukić · Dragica Đurić · Mirjana Đurica · Emilija Erčić · Ljubinka Janković · Jasna Kolar-Merdan · Ljiljana Mugoša · Svetlana Mugoša · Mirjana Ognjenović · Zorica Pavićević · Jasna Ptujec · Biserka Višnjić                              | Corea del SudHan Hwa-Soo · Jeong Hyoi-Soon · Jeung Soon-Bok · Kim Choon-Rye · Kim Kyung-Soon · Kim Mi-Sook · Kim Ok-Hwa · Lee Soon-Ei · Lee Young-Ja · Shon Mi-Na · Sung Kyung-Hwa · Yoon Byung-Soon · Yoon Soo-Kyung                                                                               | R.P. de la XinaChen Zhen · Gao Xiumin · He Jianping · Li Lan · Liu Liping · Liu Yumei · Sun Xiulan · Wang Linwei · Wang Mingxing · Wu Xingjiang · Zhang Weihong · Zhang Peijun · Zhu Juefeng |
| 1988 Seül detalls        | Corea del SudHan Hyun-Sook · Kim Mi-Sook · Kim Choon-Rye · Kim Hyun-Mee · Kim Kyung-Soon · Kim Myung-Soon · Lee Ki-Soon · Lim Mi-Kyung · Shon Mi-Na · Song Ji-Hyun · Suk Min-Hee · Sung Kyung-Hwa · Lee Mi-Young | NoruegaKjerstin Andersen · Berit Digre · Marthe Eliasson · Susann Goksør · Trine Haltvik · Hanne Hegh · Hanne Hogness · Vibeke Johnsen · Kristin Midthun · Karin Pettersen · Karin Singstad · Annette Skotvoll · Ingrid Steen · Heidi Sundal · Cathrine Svendsen                                    | Unió SovièticaNatalya Anisimova · Maryna Bazhanova · Tatyana Dzhandzhgava · Elina Guseva · Tetyana Horb · Larissa Kàrlova · Natalya Lapitskaya · Svitlana Mankova · Nataliya Matryuk · Natalya Morskova · Olena Nemashkalo · Nataliya Rusnachenko · Olha Semenova · Yevheniya Tovstohan · Zinaïda Turtxinà |
| 1992 Barcelona detalls   | Corea del SudCha Jae-Kyung · Han Hyun-Sook · Han Sun-Hee · Hong Jeong-Ho · Jang Ri-Ra · Kim Hwa-Sook · Lee Ho-Youn · Lee Mi-Young · Lim O-Kyeong · Min Hye-Sook · Moon Hyang-Ja · Nam Eun-Young · Oh Sung-Ok · Park Jeong-Lim · Park Kap-Sook                                                                                | NoruegaHege Kirsti Frøseth · Tonje Sagstuen · Hanne Hogness · Heidi Sundal · Susann Goksør · Cathrine Svendsen · Mona Dahle · Siri Eftedal · Henriette Henriksen · Ingrid Steen · Karin Pettersen · Annette Skotvoll · Kristine Duvholt · Heidi Tjugum                                              | Equip UnificatNatalya Anisimova Maryna Bazhanova Svetlana Bogdanova Galina Borzenkova Natalya Deryugina Tatyana Dzhandzhgava Lyudmila Gudz Elina Guseva Tetyana Horb Larisa Kiselyova Natalya Morskova Galina Onoprienko Svetlana Pryakhina                                                                |
| 1996 Atlanta detalls     | DinamarcaAnja Andersen · Camilla Andersen · Kristine Andersen · Heidi Astrup · Tina Bøttzau · Marianne Florman · Conny Hamann · Anja Hansen · Anette Hoffman · Tonje Kjærgaard · Janne Kolling · Susanne Lauritsen · Gitte Madsen · Lene Rantala · Gitte Sunesen · Anne Dorthe Tanderup                                      | Corea del SudCho Eun-Hee · Han Sun-Hee · Hong Jeong-Ho · Huh Soon-Young · Kim Cheong-Sim · Kim Eun-Mi · Kim Jeong-Mi · Kim Mi-Sim · Kim Rang · Kwag Hye-Jeong · Lee Sang-Eun · Lim O-Kyeong · Moon Hyang-Ja · Oh Sung-Ok · Oh Yong-Ran · Park Jeong-Lim                                             | HongriaÉva Erdős · Andrea Farkas · Beáta Hoffmann · Anikó Kántor · Erzsébet Kocsis · Beatrix Kökény · Eszter Mátéfi · Auguszta Mátyás · Anikó Meksz · Anikó Nagy · Helga Németh · Ildikó Pádár · Beáta Siti · Anna Szántó · Katalin Szilágyi · Beatrix Tóth                                                |
| 2000 Sydney detalls      | DinamarcaLene Rantala · Camilla Andersen · Tina Bøttzau · Janne Kolling · Tonje Kjærgaard · Karen Brødsgaard · Katrine Fruelund · Maja Grønbæk · Christina Hansen · Anette Hoffman · Lotte Kiærskou · Karin Mortensen · Anja Nielsen · Rikke Petersen · Mette Vestergaard                                                    | HongriaBeatrix Balogh · Rita Deli · Ágnes Farkas · Andrea Farkas · Anikó Kántor · Beatrix Kökény · Anita Kulcsár · Dóra Lőwy · Anikó Nagy · Ildikó Pádár · Katalin Pálinger · Krisztina Pigniczki · Bojana Radulovics · Judith Simics · Beáta Siti                                                  | NoruegaKristine Duvholt · Trine Haltvik · Heidi Tjugum · Susann Goksør Bjerkrheim · Ann Cathrin Eriksen · Kjersti Grini · Elisabeth Hilmo · Mia Hundvin · Tonje Larsen · Cecilie Leganger · Jeanette Nilsen · Marianne Rokne · Brigitte Sættem · Monica Sandve · Else-Marthe Sørlie                        |
| 2004 Atenes detalls      | DinamarcaLouise Nørgaard · Rikke Skov · Henriette Mikkelsen · Mette Vestergaard · Rikke Jørgensen · Camilla Thomsen · Karin Mortensen · Lotte Kiærskou · Trine Jensen · Katrine Fruelund · Rikke Schmidt · Kristine Andersen · Karen Brødsgaard · Line Daugaard · Josephine Touray                                           | Corea del SudOh Yong-Ran · Woo Sun-Hee · Huh Soon-Young · Lee Gong-Joo · Jang So-Hee · Kim Hyun-Ok · Kim Cha-Youn · Oh Seong-Ok · Huh Young-Sook · Moon Kyeong-Ha · Lim O-Kyeong · Lee Sang-Eun · Myoung Bok-Hee · Choi Im-jeong · Moon Pil-Hee                                                     | UcraïnaNataliya Borysenko · Ganna Burmystrova · Tetyana Shynkarenko · Maryna Vergelyuk · Olena Iatsenko · Ganna Siukalo · Olena Radchenko · Olena Tsygitsa · Galyna Markushevska · Lyudmyla Shevchenko · Iryna Honcharova · Nataliya Lyapina · Anastasiya Borodina · Larissa Zaspa · Oxana Rayhel          |
| 2008 Pequín detalls      | NoruegaRagnhild Aamodt · Karoline Dyhre Breivang · Marit Malm Frafjord · Gro Hammerseng · Katrine Lunde Haraldsen · Kari Aalvik Grimsbø · Kari Mette Johansen · Tonje Larsen · Kristine Lunde · Else-Marthe Sørlie Lybekk · Tonje Nøstvold · Katja Nyberg · Linn-Kristin Riegelhuth · Gøril Snorroeggen                      | RússiaYekaterina Andryushina · Irina Bliznova · Yelena Dmitriyeva · Anna Kareyeva · Yekaterina Marennikova · Yelena Polenova · Irina Poltoratskaya · Lyudmila Postnova · Oxana Romenskaya · Natalia Shipilova · Maria Sidorova · Inna Suslina · Emiliya Turey · Yana Uskova                         | Corea del SudAn Jung-Hwa · Bae Min-Hee · Choi Im-Jeong · Hong Jeong-Ho · Huh Soon-Young · Kim Cha-Youn · Kim Nam-Sun · Kim O-Na · Lee Min-Hee · Moon Pil-Hee · Oh Seong-Ok · Oh Yong-Ran · Park Chung-Hee · Song Hai-Rim                                                                                   |
| 2012 Londres detalls     | NoruegaKari Aalvik Grimsbø · Karoline Næss · Ida Alstad · Heidi Løke · Tonje Nøstvold · Karoline Dyhre Breivang · Kristine Lunde-Borgersen · Kari Mette Johansen · Marit Malm Frafjord · Linn Jørum Sulland · Katrine Lunde Haraldsen · Linn-Kristin Riegelhuth Koren · Gøril Snorroeggen · Amanda Kurtović · Camilla Herrem | MontenegroMarina Vukčević · Radmila Miljanić · Jovanka Radičević · Ana Đokić · Marija Jovanović · Ana Radović · Anđela Bulatović · Sonja Barjaktarović · Maja Savić · Bojana Popović · Jasna Tošković · Suzana Lazović · Katarina Bulatović · Majda Mehmedović · Milena Knežević                    | EspanyaAndrea Barnó · Nely Carla Alberto · Beatriz Fernández · Verónica Cuadrado · Marta Mangué · Macarena Aguilar · Silvia Navarro · Jessica Alonso · Elisabeth Pinedo · Begoña Fernández · Vanessa Amorós · Patricia Elorza · Mihaela Ciobanu · Carmen Martín* · Elisabet Chávez*                        |
| 2016 Rio detalls         | RússiaAnna Sedoykina · Polina Kuznetsova · Daria Dmitrieva · Anna Sen · Olga Akopyan · Anna Vyakhireva · Marina Sudakova · Vladlena Bobrovnikova · Victoria Zhilinskayte · Yekaterina Marennikova · Irina Bliznova · Ekaterina Ilina · Maya Petrova · Tatyana Yerokhina · Victoriya Kalinina                                 | FrançaLaura Glauser · Blandine Dancette · Camille Ayglon · Allison Pineau · Laurisa Landre · Grace Zaadi · Marie Prouvensier · Amandine Leynaud · Manon Houette · Siraba Dembélé · Chloé Bulleux · Tamara Horacek · Béatrice Edwige · Estelle Nze Minko · Gnonsiane Niombla · Alexandra Lacrabère   | NoruegaKari Aalvik Grimsbø · Mari Molid · Emilie Hegh Arntzen · Ida Alstad · Veronica Kristiansen · Heidi Løke · Nora Mørk · Stine Bredal Oftedal · Marit Malm Frafjord · Katrine Lunde · Linn-Kristin Riegelhuth Koren · Amanda Kurtović · Camilla Herrem · Sanna Solberg                                 |
| 2020 Tòquio detalls      | FrançaMéline Nocandy · Blandine Dancette · Pauline Coatanea · Chloé Valentini · Allison Pineau · Coralie Lassource · Grâce Zaadi Deuna · Amandine Leynaud · Kalidiatou Niakaté · Cléopatre Darleux · Océane Sercien-Ugolin · Laura Flippes · Béatrice Edwige · Pauletta Foppa · Estelle Nze Minko · Alexandra Lacrabère      | ROCAnna Sedoykina Polina Kuznetsova Polina Gorshkova Daria Dmitrieva Anna Sen Anna Vyakhireva Polina Vedekhina Vladlena Bobrovnikova Kseniya Makeyeva Elena Mikhaylichenko Olga Fomina Ekaterina Ilina Yulia Managarova Antonina Skorobogatchenko Victoriya Kalinina                                | NoruegaHenny Reistad · Veronica Kristiansen · Marit Malm Frafjord · Stine Skogrand · Nora Mørk · Stine Bredal Oftedal · Silje Solberg · Kari Brattset Dale · Katrine Lunde · Marit Røsberg Jacobsen · Camilla Herrem · Sanna Solberg-Isaksen · Kristine Breistøl · Marta Tomac · Vilde Johansen            |
| 2024 París detalls       | NoruegaVeronica Kristiansen · Maren Nyland Aardahl · Stine Skogrand · Nora Mørk · Stine Bredal Oftedal · Silje Solberg-Østhassel · Kari Brattset Dale · Kristine Breistøl · Vilde Ingstad · Katrine Lunde · Marit Røsberg Jacobsen · Camilla Herrem · Sanna Solberg-Isaksen · Henny Reistad · Thale Rushfeldt Deila          | FrançaLaura Glauser · Méline Nocandy · Alicia Toublanc · Chloé Valentini · Coralie Lassource · Grâce Zaadi · Cléopatre Darleux · Laura Flippes · Orlane Kanor · Tamara Horacek · Pauletta Foppa · Estelle Nze Minko · Oriane Ondono · Lucie Granier · Sarah Bouktit · Léna Grandveau · Hatadou Sako | DinamarcaSandra Toft · Sarah Iversen · Helena Elver · Anne Mette Hansen · Kathrine Heindahl · Line Haugsted · Althea Reinhardt · Mette Tranborg · Kristina Jørgensen · Trine Østergaard · Louise Burgaard · Mie Højlund · Emma Friis · Rikke Iversen · Michala Møller                                      |

- * Algunes fonts les citen com a medallistes però el Comitè Olímpic Espanyol i el Comitè Olímpic Internacional no les menciona en les seves respectives bases de dades.